# Gymnelus gracilis
Gymnelus gracilis es una especie de pez de la familia de los Zoarcidae en el orden de los perciformes.

## Morfología
- Los machos pueden llegar a alcanzar los 8,2 cm de longitud total.
- Número de vértebras: 94-98.[1][2]

## Hábitat
Es un pez de mar y de aguas profundas que vive hasta los 105 
m de profundidad.

## Distribución geográfica
Se encuentra en la costa pacífica de Kamtxatka.

## Observaciones
Es inofensivo para los humanos. 